# 引佐町井伊谷
引佐町井伊谷（いなさちょういいのや）は、静岡県浜松市浜名区引佐町の地名である。

## 概要
江戸時代に彦根藩主家となった井伊氏の発祥地である。井伊氏は藤原北家を本姓とし、遠江守藤原共資の養子であった初代当主の井伊共保より始まると称する。
遠江国引佐郡に属していた。1889年、町村制施行時に、従来の井伊谷村と横尾村、白岩村、花平村、三岳村、兎荷村（一部）が合併し、行政村としての井伊谷村が発足。井伊谷村は1954年、金指町を編入、同時に町制施行されるとともに引佐町に改称した。

## 歴史
井伊氏は藤原北家を本姓とし、遠江守藤原共資の養子であった初代当主の井伊共保より始まると称する。
遠江国引佐郡に属していた。1889年、町村制施行時に、従来の井伊谷村と横尾村、白岩村、花平村、三岳村、兎荷村（一部）が合併し、行政村としての井伊谷村が発足。井伊谷村は1954年、金指町を編入、同時に町制施行されるとともに引佐町に改称した。

## 世帯数と人口
2018年（平成30年）12月1日現在の世帯数と人口は以下の通りである。
| 町丁         | 世帯数    | 人口    |
| ------------ | --------- | ------- |
| 引佐町井伊谷 | 1,342世帯 | 3,624人 |

## 柳井戸
遠州七不思議のひとつにも挙げられる井戸であるが現存しない。直径約90cmの円形で、地下約180cmに水面があったという。周りに柳がないにもかかわらず、覗き込むと柳の影が映ったと伝えられている。井戸の周囲に注連縄を張り、年に一度祭事を行っていたという。

## その他

### 日本郵便
- 郵便番号 : 431-2212[2]（集配局：引佐郵便局[5]）。

### 警察
町内の警察の管轄区域は以下の通りである。
| 番・番地等 | 警察署     | 交番・駐在所 |
| ---------- | ---------- | ------------ |
| 全域       | 細江警察署 | 引佐駐在所   |